# Хміадашвілі Тамара Гаврилівна
Хміадашвілі Тамара Гаврилівна — радянський, український редактор Одеської кіностудії.

## Біографічні відомості
Народилася 18 серпня 1947 р. в селі Орджонікідзе (Одеської області). 
Закінчила Одеський національний університет імені І.І. Мечникова.
Член Національної спілки кінематографістів України.

## Фільмографія
Редактор фільмів:
- «Свідоцтво про бідність» (1977)
- «Квартет Гварнері» (1978)
- «Хліб дитинства мого» (1978)
- «Алегро з вогнем» (1979)
- «По вулицях комод водили» (1979)
- «Діалог з продовженням» (1980)
- «Квіти лугові» (1980)
- «Я — Хортиця» (1981)
- «Весільний подарунок» (1982)
- «4:0 на користь Тетянки» (1982)
- «Військово-польовий роман» (1983)
- «За два кроки від „Раю“» (1984)
- «Дайте нам чоловіків!» (1985)
- «Без сина не приходь!» (1986)
- «Золоте весілля» (1987, т/ф, 2 а)
- «На своїй землі» (1987)
- «Щеня» (1988)
- «Кримінальний талант» (1988)
- «Спадкоємиця Ніки»
- «Мистецтво жити в Одесі» (1989)
- «Миттєвості...» (1989, т/ф)
- «Морський вовк» (1990, т/ф, у співавт. з О. Хомяковим)
- «Господи, почуй молитву мою» (1992)
- «Я сама» (1993, редактор і виконавчий продюсер)
- «Як коваль щастя шукав» (1999)
- «На полі крові. Aceldama» (2001)
- «Вишивальниця в сутінках» (2002) та ін.